# ネコのお葬式
『ネコのお葬式』（原題：고양이 장례식、英題：Cat funeral、日本公開題：『ネコのお葬式』）は、2015年に公開された韓国映画。

## 登場人物
- ドンフン - カンイン
- ジェヒ - パク・セヨン
- ヒョンソク - チョン・ギョウン